# Češov (hradiště)
Češov (též Češovské valy) je pravěké a raně středověké hradiště jihozápadně od stejnojmenné obce v okrese Jičín. Nachází se na nevýrazném návrší zvaném Češovské valy v nadmořské výšce až 320 metrů. Dochovaly se z něj valy a příkopy, jež jsou označovány za nejmohutnější dochované hradištní valy v Čechách. Je chráněno jako kulturní památka ČR. Hradiště bývá považováno za laténské oppidum, ale takové zařazení je vzhledem k nedostatku archeologických nálezů nejisté. Lokalita byla osídlena již v mladší či pozdní době bronzové, době halštatské a laténské. V pozdějších obdobích byl prostor hradiště obydlen v době římské a hradištní, ale opevnění bylo využito také během husitských válek a třicetileté války.

## Historie
Povrchový výzkum hradiště probíhá od roku 1826, kdy ho popsal F. A. Vacek. František Palacký považoval Češovské valy za avarský hrink, ale tuto hypotézu odmítl již Jan Erazim Vocel, který hradiště označil za keltské.
Lokalita byla osídlena již v neolitu a eneolitu. Hradiště vzniklo nejspíše v mladší či pozdní době bronzové a jeho osídlení pokračovalo i době halštatské. Využívání lokality v těchto obdobích dokládají nálezy keramických zlomků z okruhů kultur popelnicových polí a slezskoplatěnické kultury. Z prvního století před naším letopočtem pochází nálezy zlatých mincí, které spolu s existencí klešťovité brány poukazují na to, že se zde mohlo nacházet laténské oppidum. Sídliště však mohlo plnit i jinou funkci. Lokalita byla využívána také v době římské a během raného středověku v osmém a devátém století. Z doby hradištní také pochází jediná keramika získaná z destrukce valu, takže je možné, že dochované valy pochází až z tohoto období. Otázku přesnějšího datování vzniku opevnění, případně existence jeho starších fází, by mohl vyřešit až další archeologický výzkum. Vzhledem k této nejistotě se Češovské valy mezi oppidy neuvádí.
V roce 1423 snad valy zaniklého hradiště využil Jan Žižka jako opevnění svého tábora. Během třicetileté války zde v roce 1639 tábořili švédští vojáci generála Johana Banéra,  kteří opevnění upravili, a podle některých rozšířili o výběžek, který chrání prameniště na západním svahu. Ze stejné doby pochází vyvýšeniny o rozměrech 128 × 58 a 143 × 66 metrů. Obě se nachází asi 250 metrů jihovýchodně od hradiště, okolní terén převyšují o tři metry a jsou považovány za dělostřelecké reduty. Naposledy lidé z okolních vesnic využili valy k úkrytu během prusko-rakouské války v roce 1866.

## Stavební podoba

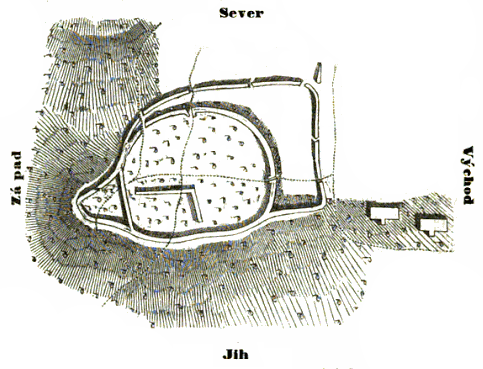
Půdorys hradiště podle J. E. Vocela

Celková plocha hradiště měří 48 hektarů, z nichž třináct hektarů tvoří samotné opevnění, které člení ohrazený areál do čtyř oddílů. Akropole hradiště měří 24 hektarů. Její opevnění se dochovalo v podobě až dvanáct metrů vysokého a v patě až 55 metrů širokého valu. Na severu a na východě je k ní připojeno předhradí s rozlohou jedenácti hektarů. Z akropole je 380 metrů dlouhým opevněním vyčleněná plocha 4 hektarů, z jejíhož opevnění dochoval mělký příkop a široký val vysoký přibližně jeden metr. Poslední část hradiště zvaná Prasečí rynek tvoří jihozápadní výběžek obehnaný valem bez příkopu.
Opevnění předhradí se skládá z příkopu dva až tři metry hlubokého a 1360 metrů dlouhého. Za ním stála hradba dochovaná v podobě valu, který ode dna příkopu měří na výšku až 8,5 metru. Celá hradba, na severní straně poničená v devatenáctém století, je dlouhá 1470 metrů a napojuje se na jihovýchodní a severozápadní část akropole. Přestože většina archeologických nálezů z předhradí pochází z doby laténské, předpokládá se, že val postavili až vojáci v sedmnáctém století.
Obvod oválné akropole měří přes dva kilometry. Hloubka okružního příkopu se pohybuje mezi jedním až třemi metry a šířka dosahuje čtyř až šesti metrů. Podobně jako u předhradí ani zde není mezi příkopem a valem berma. Dvojice původní klešťovitých brán se nachází v severní a východní hradbě, kterou byly později proraženy další tři vstupy. Konstrukci hradby snad tvořila čelní kamenná zeď z nasucho kladených kamenů a hliněný násyp zpevněný trámovou konstrukcí. Z množství nálezů keramiky a kovových předmětů v prostoru valu je však zřejmé, že dochované valy vznikly převrstvením staršího opevnění pravděpodobně současně se stavbou vnějšího valu.
Jižně od bližšího dělostřeleckého opevnění se nachází mohylník s přibližně osmi neprozkoumanými mohylami a další dvě mohyly jsou 500 metrů jihozápadně od hradiště. U severní brány akropole stojí památník Tomáše Svobody.